# Pont de Saint-Pons
Pour les articles homonymes, voir Saint-Pons.
Le pont de Saint-Pons est un pont routier franchissant le fleuve Arc au lieu-dit Saint-Pons, à l'ouest d'Aix-en-Provence (Bouches-du-Rhône). Construit au début du XIVe siècle, il a été élargi au milieu du XVIIIe, et est toujours en service.

## Localisation
Le pont de Saint-Pons est situé sur la commune d'Aix-en-Provence, mais à environ 10 kilomètres de la ville, 4 kilomètres avant l'aqueduc de Roquefavour. Il permet le franchissement de l'Arc par la route de Marseille à Apt, entre les villages de Calas (commune de Cabriès) et Éguilles, axe de circulation important car il permet de contourner Aix par l'ouest.
Plusieurs autres ponts franchissent l'Arc sur la commune d'Aix-en-Provence, dont, à Aix même, le pont ayant donné son nom au quartier dit « Pont de l'Arc », au départ la route de Marseille, et le pont des Trois-Sautets, au voisinage de la route de Nice.

## Description
Le pont de Saint-Pons est un pont en arc, ou pont à voûtes en maçonnerie, construit en pierres calcaires de moyen appareil. L’ouvrage, long de 45 mètres environ et large de 6, comprend quatre arches de 6,80 m d'ouverture : trois en arcs brisés surbaissés, et une en plein cintre côté rive droite. Les avant-becs triangulaires fortement saillants sont chaperonnés. La pile centrale comporte seule un arrière-bec triangulaire qui se poursuit jusqu'au parapet. C’était vraisemblablement aussi le cas pour l'avant-bec correspondant avant l’élargissement du XVIIIe siècle.

Élévation et vue en plan schématique de l'ouvrage

## Historique
La construction de l'édifice remonte au début du XIVe siècle, vraisemblablement avant 1320, d'après l'acte de vente du 15 décembre 1561, par lequel les religieuses de Saint-Barthélémy cédaient leur droit de péage à noble Melchior Bourdon. 
Le domaine, château et dépendances, de cette vieille famille aixoise, qui assura pendant plusieurs siècles de nombreuses charges administratives de la ville : viguiers et consuls, notamment, s'étendait en effet au bord de l'Arc, au droit du pont. C'est en ces lieux, à l'hôtellerie située au pied du château, que décéda le 30 décembre 1714 le comte de Grignan, gendre de Madame de Sévigné, gouverneur de Provence au retour des États de Lambesc.
Le péage a cessé d'être perçu en 1674.
Entre 1746 et 1764, le pont a été élargi, à l'amont, de 15 pans (devis du 11 mai 1746), soit environ 3m60, c'est-à-dire que sa largeur a été plus que doublée pour le « bien des Aixois et l'intérêt du commerce ».
Le pont a été classé monument historique par arrêté du 16 juin 1944. Le domaine de Saint-Pons, constitué du jardin du château avec ses dépendances agricoles et le logis Ouest, de l'ancien péage-auberge (logis Est), du moulin et la maison forestière mitoyenne, des vestiges de la chapelle, de la porcherie et des anciennes écuries, des parcelles agricoles, de l'ensemble du réseau hydraulique du domaine et ses installations, a été inscrit par arrêté du 18 décembre 2023.
Il a été restauré en 1994 sous la direction de M. Sonnier, Architecte en chef des monuments historiques.